# 패멀라 리드
패멀라 리드(Pamela Reed, 1949년 4월 2일 ~ )는 미국의 배우이다.

## 출연 작품
- 카세일즈맨의 연애특강